# Senora Svenö
Senora Svenö este o arie protejată (arie specială de conservare — SAC, sit de importanță comunitară — SCI) din Suedia întinsă pe o suprafață de 87,8 ha, integral pe uscat.

## Localizare
Centrul sitului Senora Svenö este situat la coordonatele 56°06′19″N 15°46′15″E / 56.1052°N 15.7708°E.

## Înființare
Situl Senora Svenö a fost declarat sit de importanță comunitară în ianuarie 1997 pentru a proteja un număr necunoscut de specii din flora spontană și fauna sălbatică aflate în arealul zonei. Situl a fost protejat și ca arie specială de conservare în martie 2011.

## Biodiversitate
Situată în ecoregiunile continentală și marină baltică, aria protejată conține 3 habitate naturale: Golfuri mici largi și golfuri puțin adânci, Formațiuni de Juniperus communis pe lande sau pajiști calcaroase, Pășuni de coastă din Baltica boreală.
La baza desemnării sitului se află un număr nedeclarat de specii protejate.